# 自衛隊体操
自衛隊体操（じえいたいたいそう）は、陸上自衛隊、航空自衛隊の各部隊で行われている体操。

## 概要
自衛官の基礎体力の向上を目的に発案された。人間の動きの限界近くまで動かすことにより、効果を発揮する。
特に決まりはないが、原則部隊内において朝礼前の間稽古か朝礼後の運動で行うことが多い。

## 体操内容
1. その場駆け足の運動
2. 脚前腕斜上振
3. 腕回旋膝半屈
4. 腕水平振側開
5. 首の運動
6. 片膝屈伸
7. 胸の運動
8. 体の前後屈
9. 体の前屈前倒
10. 体の斜前屈
11. その場跳躍
12. 統制運動
13. 体の側屈
14. 体の前屈前倒振
15. 体の回旋
16. 開脚跳躍
17. 開閉跳躍
18. 腕前上脚後振
19. 腕屈伸膝半屈
20. 腕側振もも上げ
21. 深呼吸

- 体操時間4分57秒（公式お手本ビデオより）
- 消費カロリー 31kcal